# Olympische Sommerspiele 1932/Leichtathletik – 400 m (Männer)
Der 400-Meter-Lauf der Männer bei den Olympischen Spielen 1932 in Los Angeles wurde am 4. und 5. August 1932 im Los Angeles Memorial Coliseum ausgetragen. 27 Athleten nahmen teil. Erstmals kamen bei Olympischen Spielen Startpistolen, elektronische Zeitnahme und Zielfotos zum Einsatz, die elektronische Zeitnahme allerdings nur inoffiziell.
Olympiasieger wurde der US-Amerikaner Bill Carr in neuer Weltrekordzeit vor seinem Landsmann Ben Eastman und dem Kanadier Alex Wilson.

## Rekorde

### Bestehende Rekorde

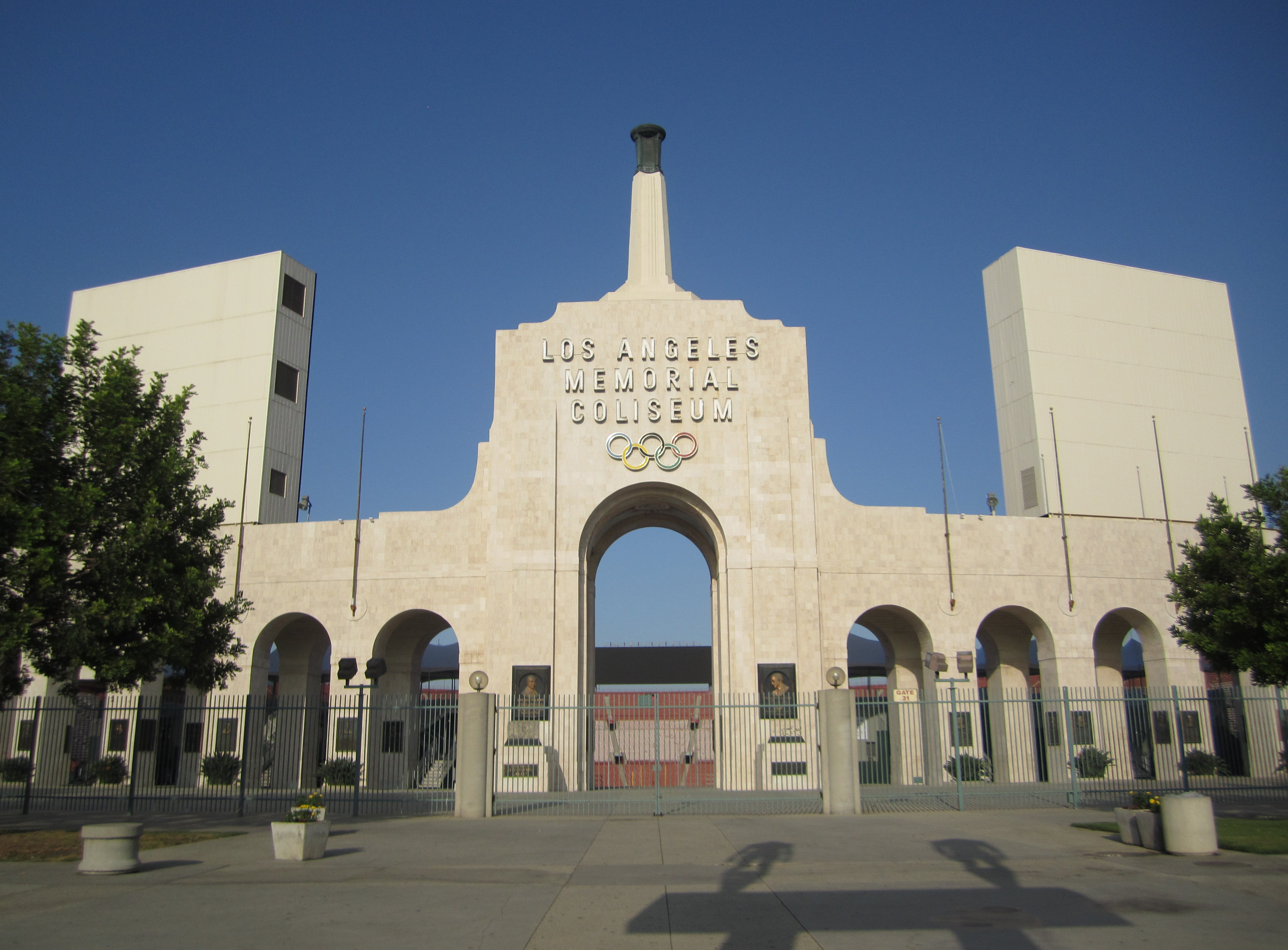
Eingang zum Los Angeles Memorial Coliseum

| Weltrekord         | 46,4 s (über 440 Yards = 402,34 Meter) | Ben Eastman ( USA)             | Palo Alto, USA              | 26. März 1932 |
| Olympischer Rekord | 47,6 s                                 | Eric Liddell ( Großbritannien) | Finale OS Paris, Frankreich | 11. Juli 1924 |

### Rekordverbesserungen
Es gab zwei Rekordverbesserungen:
- Olympischer Rekord: 47,2 s – Bill Carr (USA), erstes Halbfinale am 5. August
- Weltrekord: 46,2 s – Bill Carr (USA), Finale am 5. August

## Durchführung des Wettbewerbs
Am 4. August traten die Läufer zu sechs Vorläufen an. Die jeweils drei schnellsten Athleten – hellblau unterlegt – qualifizierten sich für das Viertelfinale am selben Tag. Auch aus den vier Viertelfinals kamen die jeweils vier besten Läufer – wiederum hellblau unterlegt – in die nächste Runde, das Halbfinale. In den Vorentscheidungen qualifizierten sich die drei Erstplatzierten – hellblau unterlegt – für das Finale. Die beiden Halbfinals und das Finale wurden am 5. August ausgetragen.
Anmerkung:

Die elektronische Zeitmessung wurde bei diesen Spielen bereits eingesetzt, war jedoch inoffiziell. Die offiziellen Zeiten ergaben sich alleine aus den handgestoppten Werten. Die hier angegebenen Laufzeiten sind die handgestoppten Ergebnisse aus dem offiziellen Bericht. Die inoffiziellen Resultate der elektrischen Zeitnahme sind, soweit vorhanden, in der Anmerkung aufgeführt.

## Vorläufe
Datum: 4. August 1932

### Vorlauf 1
| Platz | Name          | Nation          | Zeit   | Anmerkung |
| ----- | ------------- | --------------- | ------ | --------- |
| 1     | Adolf Metzner | Deutsches Reich | 50,4 s |           |
| 2     | Seikan Oki    | Japan           | 50,5 s |           |
| 3     | Alex Wilson   | Kanada          | 50,5 s |           |
| 3     | Kell Areskoug | Schweden        | 50,7 s |           |

### Vorlauf 2

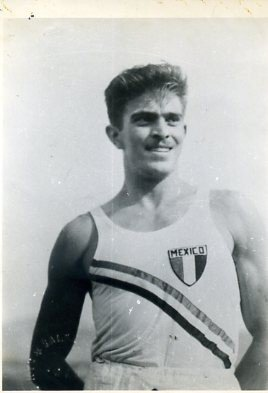
Carlos de Anda – ausgeschieden als Vierter des zweiten Vorlaufs
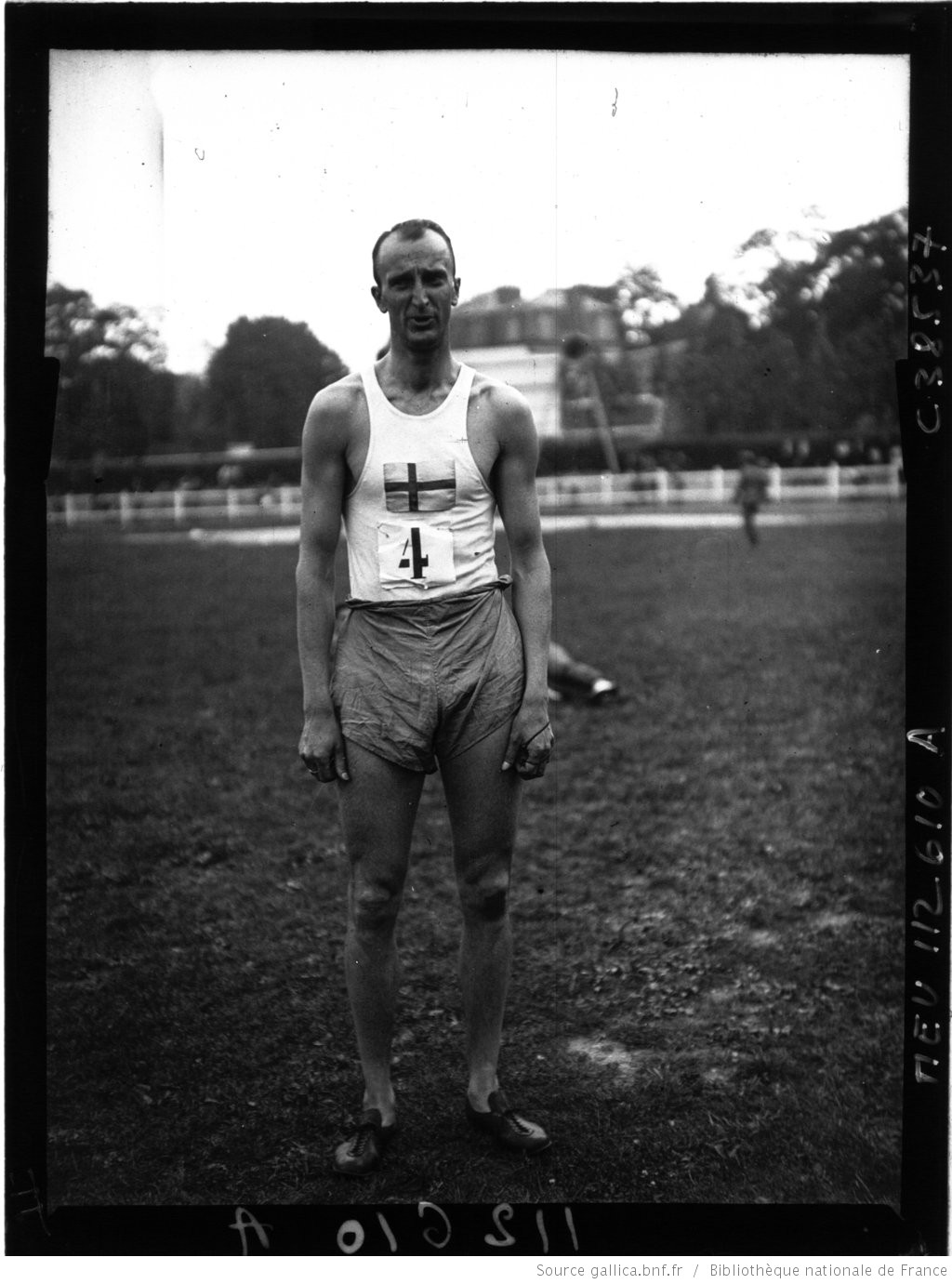
Sten Pettersson – ausgeschieden als Vierter des dritten Vorlaufs

| Platz | Name              | Nation          | Zeit   | Anmerkung |
| ----- | ----------------- | --------------- | ------ | --------- |
| 1     | Ben Eastman       | USA             | 49,0 s |           |
| 2     | Joachim Büchner   | Deutsches Reich | 49,3 s |           |
| 3     | Hjalle Johannesen | Norwegen        | 49,5 s |           |
| 4     | Carlos de Anda    | Mexiko          | 49,8 s |           |

### Vorlauf 3
| Platz | Name             | Nation   | Zeit   | Anmerkung |
| ----- | ---------------- | -------- | ------ | --------- |
| 1     | Börje Strandvall | Finnland | 49,8 s |           |
| 2     | James Ball       | Kanada   | 50,0 s |           |
| 3     | Iwao Masuda      | Japan    | 50,1 s |           |
| 4     | Sten Pettersson  | Schweden | 50,2 s |           |

### Vorlauf 4
| Platz | Name              | Nation          | Zeit   | Anmerkung |
| ----- | ----------------- | --------------- | ------ | --------- |
| 1     | Bill Carr         | USA             | 48,8 s |           |
| 2     | George Golding    | Australien      | 49,0 s |           |
| 3     | Crew Stoneley     | Großbritannien  | 49,1 s |           |
| 4     | Walter Nehb       | Deutsches Reich | 49,4 s |           |
| 5     | Christos Mantikas | Griechenland    | 49,6 s |           |
| 6     | Manuel Álvarez    | Mexiko          | 49,9 s |           |

### Vorlauf 5
| Platz | Name             | Nation                | Zeit   | Anmerkung |
| ----- | ---------------- | --------------------- | ------ | --------- |
| 1     | Felix Rinner     | Österreich            | 49,2 s |           |
| 2     | Godfrey Rampling | Großbritannien        | 49,5 s |           |
| 3     | William Walters  | Südafrikanische Union | 49,8 s |           |
| 4     | Stuart Black     | Neuseeland            | 49,9 s |           |
| 5     | Seiken Cho       | Japan                 | 50,0 s |           |

### Vorlauf 6
| Platz | Name             | Nation    | Zeit   | Anmerkung |
| ----- | ---------------- | --------- | ------ | --------- |
| 1     | James Gordon     | USA       | 50,6 s |           |
| 2     | Ray Lewis        | Kanada    | 50,7 s |           |
| 3     | Domingos Puglisi | Brasilien | 50,8 s |           |
| 4     | Richard Arguello | Mexiko    | 50,9 s |           |

## Viertelfinale
Datum: 4. August 1932

### Lauf 1
| Platz | Name             | Nation                | Zeit   | Anmerkung |
| ----- | ---------------- | --------------------- | ------ | --------- |
| 1     | Bill Carr        | USA                   | 48,4 s |           |
| 2     | William Walters  | Südafrikanische Union | 48,5 s |           |
| 3     | George Golding   | Australien            | 48,6 s |           |
| 4     | Alex Wilson      | Kanada                | 49,6 s |           |
| 5     | Domingos Puglisi | Brasilien             | 50,1 s |           |
| 6     | Iwao Masuda      | Japan                 | k. A.  |           |

### Lauf 2

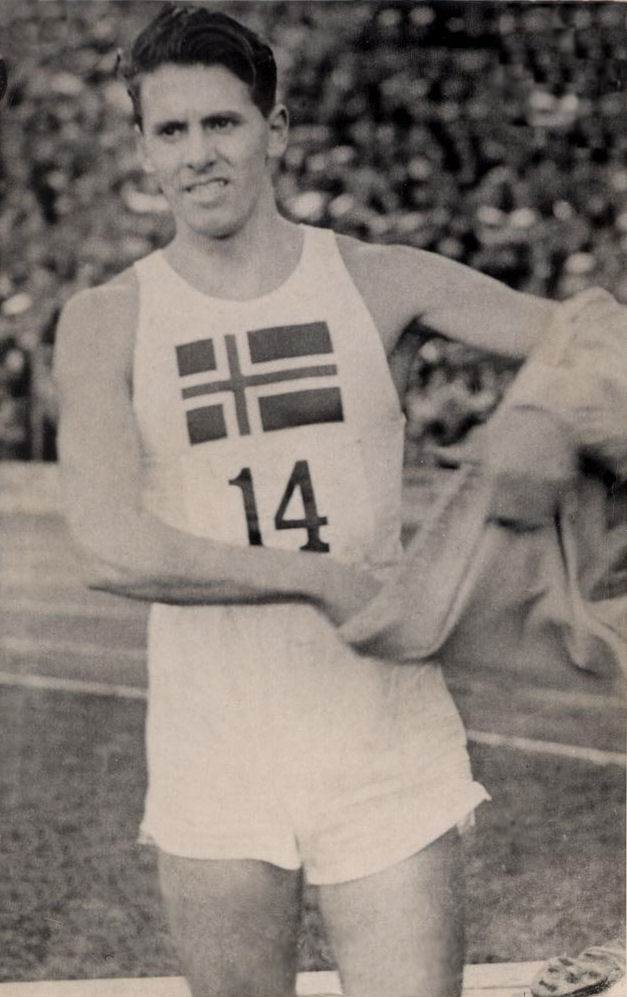
Hjalle Johannesen – ausgeschieden als Fünfter des zweiten Viertelfinals

| Platz | Name              | Nation          | Zeit   | Anmerkung |
| ----- | ----------------- | --------------- | ------ | --------- |
| 1     | James Gordon      | USA             | 48,6 s |           |
| 2     | Godfrey Rampling  | Großbritannien  | 48,8 s |           |
| 3     | Joachim Büchner   | Deutsches Reich | 48,9 s |           |
| 4     | James Ball        | Kanada          | 49,3 s |           |
| 5     | Hjalle Johannesen | Norwegen        | 49,4 s |           |
| 6     | Seikan Oki        | Japan           | k. A.  |           |

### Lauf 3
| Platz | Name             | Nation          | Zeit   | Anmerkung |
| ----- | ---------------- | --------------- | ------ | --------- |
| 1     | Ben Eastman      | USA             | 48,8 s |           |
| 2     | Felix Rinner     | Österreich      | 48,9 s |           |
| 3     | Börje Strandvall | Finnland        | 49,0 s |           |
| 4     | Crew Stoneley    | Großbritannien  | 49,1 s |           |
| 5     | Ray Lewis        | Kanada          | 49,1 s |           |
| 6     | Adolf Metzner    | Deutsches Reich | 49,2 s |           |

## Halbfinale

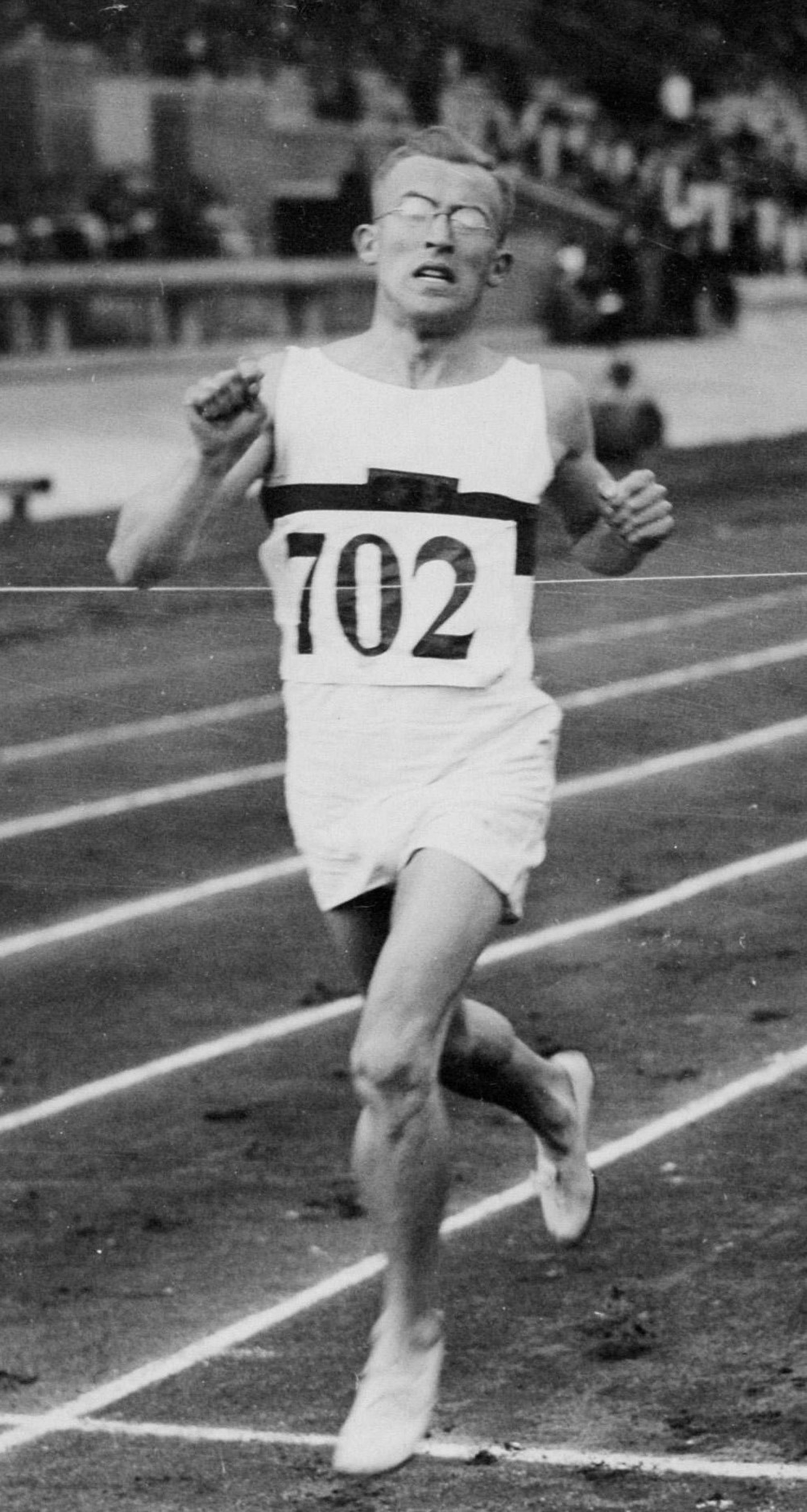
Joachim Büchner – 1928 Olympiadritter – ausgeschieden als Sechster des ersten Halbfinals
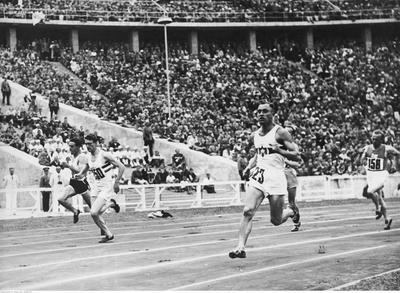
Börje Strandvall (hier rechts hinten in Berlin 1936) – ausgeschieden als Vierter des zweiten Halbfinals
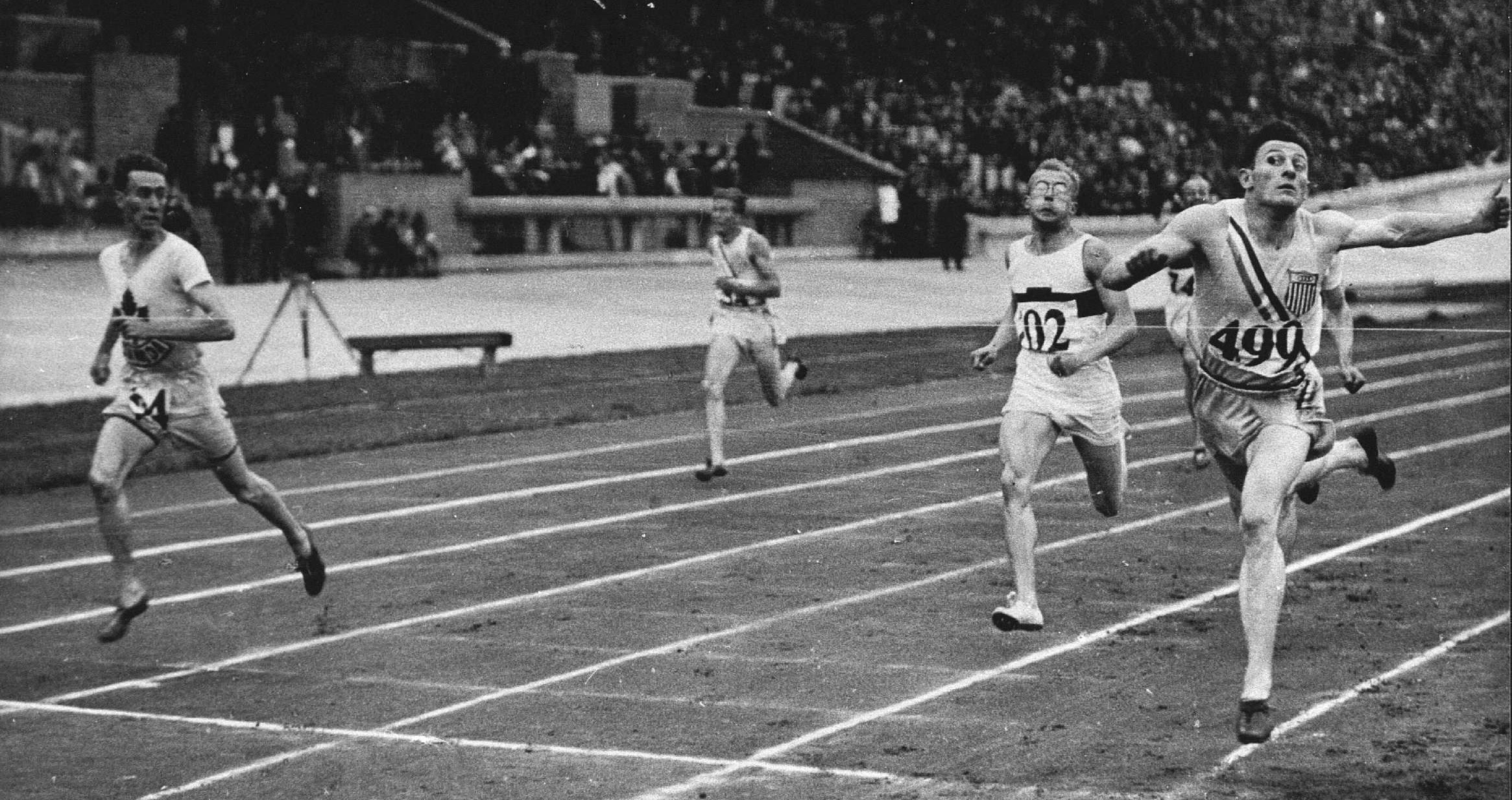
James Ball (inks, als Zweiter im olympischen Finale 1928) – ausgeschieden als Sechster des zweiten Halbfinals

Datum: 5. August 1932

### Lauf 1
| Platz | Name             | Nation          | Zeit   | Anmerkung |
| ----- | ---------------- | --------------- | ------ | --------- |
| 1     | Bill Carr        | USA             | 47,2 s | OR        |
| 2     | Alex Wilson      | Kanada          | 47,8 s |           |
| 3     | George Golding   | Australien      | 48,0 s |           |
| 4     | Godfrey Rampling | Großbritannien  | 48,0 s |           |
| 5     | Felix Rinner     | Österreich      | 48,8 s |           |
| 6     | Joachim Büchner  | Deutsches Reich | 49,2 s |           |

### Lauf 2
| Platz | Name             | Nation                | Zeit   | Anmerkung |
| ----- | ---------------- | --------------------- | ------ | --------- |
| 1     | Ben Eastman      | USA                   | 47,6 s |           |
| 2     | William Walters  | Südafrikanische Union | 48,2 s |           |
| 3     | James Gordon     | USA                   | 48,2 s |           |
| 4     | Börje Strandvall | Finnland              | 48,4 s |           |
| 5     | Crew Stoneley    | Großbritannien        | 48,6 s |           |
| 6     | James Ball       | Kanada                | 49,0 s |           |

## Finale
Datum: 5. August 1932
| Platz | Name            | Nation                | Zeit   | Anmerkung                  |
| ----- | --------------- | --------------------- | ------ | -------------------------- |
| 1     | Bill Carr       | USA                   | 46,2 s | WR – elektronisch: 46,28 s |
| 2     | Ben Eastman     | USA                   | 46,4 s | elektronisch: 46,50 s      |
| 3     | Alex Wilson     | Kanada                | 47,4 s |                            |
| 4     | William Walters | Südafrikanische Union | 48,2 s |                            |
| 5     | James Gordon    | USA                   | 48,2 s |                            |
| 6     | George Golding  | Australien            | 48,8 s |                            |

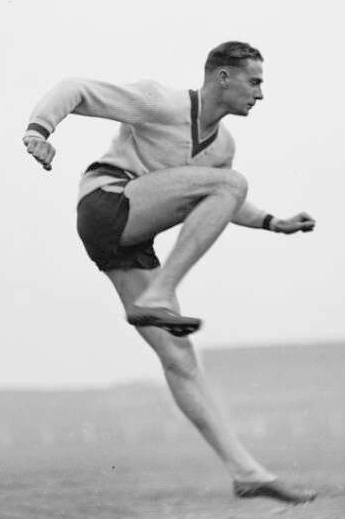
Der sechstplatzierte George Golding

Den Kampf um die Goldmedaille machten die beiden US-Amerikaner William Carr und Ben Eastman unter sich aus. Bis Anfang Juli war Eastman, der mit 46,4 s über 440 Yards den bis dahin bestehenden 400-Meter-Weltrekord von 47,0 s deutlich unterboten hatte, der klare Favorit. Aber am 2. Juli 1932 schlug ihn der bis dahin wenig bekannte Bill Carr und so war der Ausgang für dieses Rennen wieder offen. Nach dreihundert Metern lag Eastman mit einer Zehntelsekunde vorn. Am Ende hatte Carr die besseren Reserven und gewann mit neuem Weltrekord die Goldmedaille mit zwei Zehntelsekunden Vorsprung. Dritter wurde eine Sekunde hinter Eastman der Kanadier Alex Wilson, der drei Tage zuvor bereits Silber über 800 m gewonnen hatte.
Für die USA war es der sechste Erfolg im achten olympischen Finale über 400 Meter. Gleichzeitig war es der vierte Doppelerfolg für die US-Mannschaft in dieser Disziplin.

## Videolinks
- LOS ANGELES X OLYMPIC GAMES 1932 TRACK & FIELD SILENT NEWSREEL 86554b MD, Bereich: 20:53 min bis 22:40 min, youtube.com, abgerufen am 2. Juli 2021
- LOS ANGELES X OLYMPIC GAMES 1932 TRACK & FIELD SILENT NEWSREEL MD86554b, Bereich: 8:52 min bis 9:48 min, youtube.com, abgerufen am 2. Juli 2021